# Maliniak (przystanek kolejowy)
Maliniak – zlikwidowany przystanek osobowy we wsi Maliniak, w gminie Morąg, w powiecie ostródzkim w województwie warmińsko-mazurskim, w Polsce. Położony przy linii kolejowej z Ornety do Morąga otwartej w 1898 roku. W 1945 roku linia została zamknięta i rozebrana.